# إريك إنغ
إريك إنغ هو فلاح وسياسي نرويجي، ولد في 3 مارس 1852 في Østre Gausdal Municipality ‏ في النرويج، وتوفي في 1933. نشط حزبياً في حزب الوسط والحزب الليبرالي.

## مناصب
- انتخب زعيم حزب Free-minded Liberal Party [الإنجليزية]‏ (1915 – 1918).
- انتخب زعيم حزب حزب الوسط (1927 – 1930).
- انتخب عضو برلمان النرويج  [لغات أخرى]‏ عن دائرة Oppland (Storting constituency) [الإنجليزية]‏ وقد انضم خلال فترته النيابية ‏ (1928 – 1930) للكتلة البرلمانية حزب الوسط.
- انتخب عضو برلمان النرويج  [لغات أخرى]‏ عن دائرة  خلال فترته النيابية ‏ (1910 – 1912).
- انتخب عضو برلمان النرويج  [لغات أخرى]‏ عن دائرة  خلال فترته النيابية ‏ (1903 – 1906).
- انتخب عضو برلمان النرويج  [لغات أخرى]‏ عن دائرة  خلال فترته النيابية ‏ (1900 – 1903).
- انتخب نائب عضو برلمان النرويج  [لغات أخرى]‏ عن دائرة  خلال فترته النيابية ‏ (1895 – 1897).
- انتخب نائب عضو برلمان النرويج  [لغات أخرى]‏ عن دائرة  خلال فترته النيابية ‏ (1892 – 1894).
- انتخب عمدة.
- انتخب Minister of Agriculture and Food (Norway) [الإنجليزية]‏ (20 فبراير 1912 – 30 يناير 1913).
- انتخب عضو برلمان النرويج  [لغات أخرى]‏ عن دائرة  خلال فترته النيابية ‏ (1898 – 1900).